# Ropalidia impetuosa
Ropalidia impetuosa är en getingart som först beskrevs av Frederick Smith 1861.
Ropalidia impetuosa ingår i släktet Ropalidia och familjen getingar. Inga underarter finns listade i Catalogue of Life.